# Заряддя (парк)
Парк «Заря́ддя» — природно-ландшафтний парк у Москві, розташований на місці знесеного в 2006 році готелю «Росія» та однойменного історичного району. Відкриття відбулося в день міста в 2017 році.
У 2015 році з'явилася інформація, що для залучення фінансування місто віддає девелоперу ділянку на розі вулиці Варварки і Китайгородського проїзду і на місці збережених дореволюційних дохідних будинків, в тому числі будинку «Якір» (знесені до фасадної стіни до осені 2016 року), заплановано комерційне будівництво.
Журнал Тайм включив парк «Зарядье» в список кращих місць в світі в 2018 році.

## Історія появи

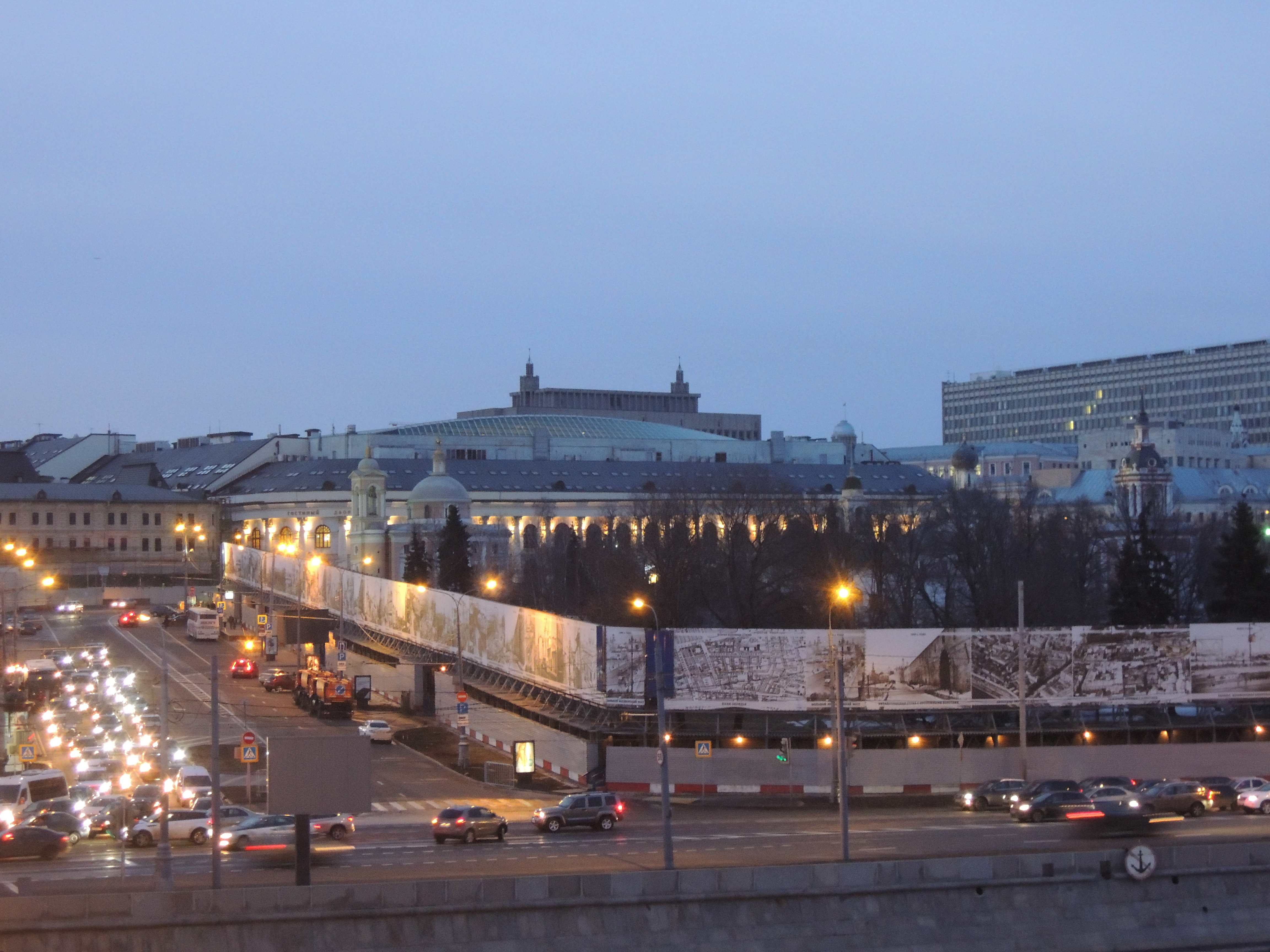
Обгороджений простір на місці знесеного готелю, початок 2010-х років.

Одним з ініціаторів ідеї парку на місці знесеного готелю був Андрій Гриньов, який в 2011 заявив про неї в інтерв'ю The Village (ще раніше москвичі намагалися відстояти подібну ідею для іншого будмайданчика неподалік від Кремля — на місці знесеного готелю «Москва»). 20 січня 2012 року прем'єр-міністр РФ Володимир Путін наказав меру Москви Сергію Собяніну подумати над створенням тут паркової зони. У 2012 році було створено громадський рух «Друзі Заряддя», який почав відстоювати ідею створення парку. Вони провели низку семінарів та круглих столів, а також організували виставку та дискусійний майданчик «Москва — місто для людей» у рамках III Московської архітектурної бієнале, де обговорювався майбутній парк. У середині 2012 року будівництво нового комплексу на ділянці було офіційно скасоване на користь парку.
Конкурс на проект проходив з травня до листопада 2013 року. Архітектурний критик Григорій Ревзін зазначив, що у фінал пройшов тільки один російський архітектор: «ми не будували парків з 1957 року, парк Дружби на Річковому вокзалі зі скульптурами Віри Мухіної на честь фестивалю молоді і студентів — це наше останнє висловлювання по темі, а мова цього мистецтва сильно змінилася».
Переможцем конкурсу стало американські бюро Diller Scofidio + Renfro, автор парку High Line в Нью-Йорку. Разом з Hargreaves Associates (ландшафтні архітектори) та російське бюро Citymakers (місцевий представник) був організований міжнародний консорціум. Його консультантами стали інженерні бюро Transsolar і Buro Happold, керуючий Центральним парком Нью-Йорка Даглас Блонські, італійські експерти з транспорту Mobility in Chain та іншіе.
Планувалося, що будівництво почнеться в 2015 році і завершиться до 2017 року. Будівництво парку почалось 24 квітня 2015 року з заливки фундаментної плити підземного паркінгу на 400 машиномісць. У червні 2015 року було підтверджено, що консорціум підписав контракт на наступний етап розробки концепції.
Внутрішнє оздоблення трьох споруджуваних павільйонів, об'єднаних загальною темою «Спогад про природу», буде виконано за проектом архітектурного бюро Тимура Башкаева. Інтер'єр «Медіацентру», перебування в якому повинно асоціюватися з перебуванням на природі, буде витриманий у стилі мінімалізму. «Заповідне посольство» буде мати стіну з білого вапняку, що дає можливість розгортати екрани до трьох метрів заввишки. «Крижана печера» буде мати фоє зі складним стелею; вестибюль передбачається виконати в строгих формах з недорогих оздоблювальних матеріалів. Інтер'єр будуть доповнювати меблі та кубічні малі архітектурні форми.

## Загроза історичної спадщини

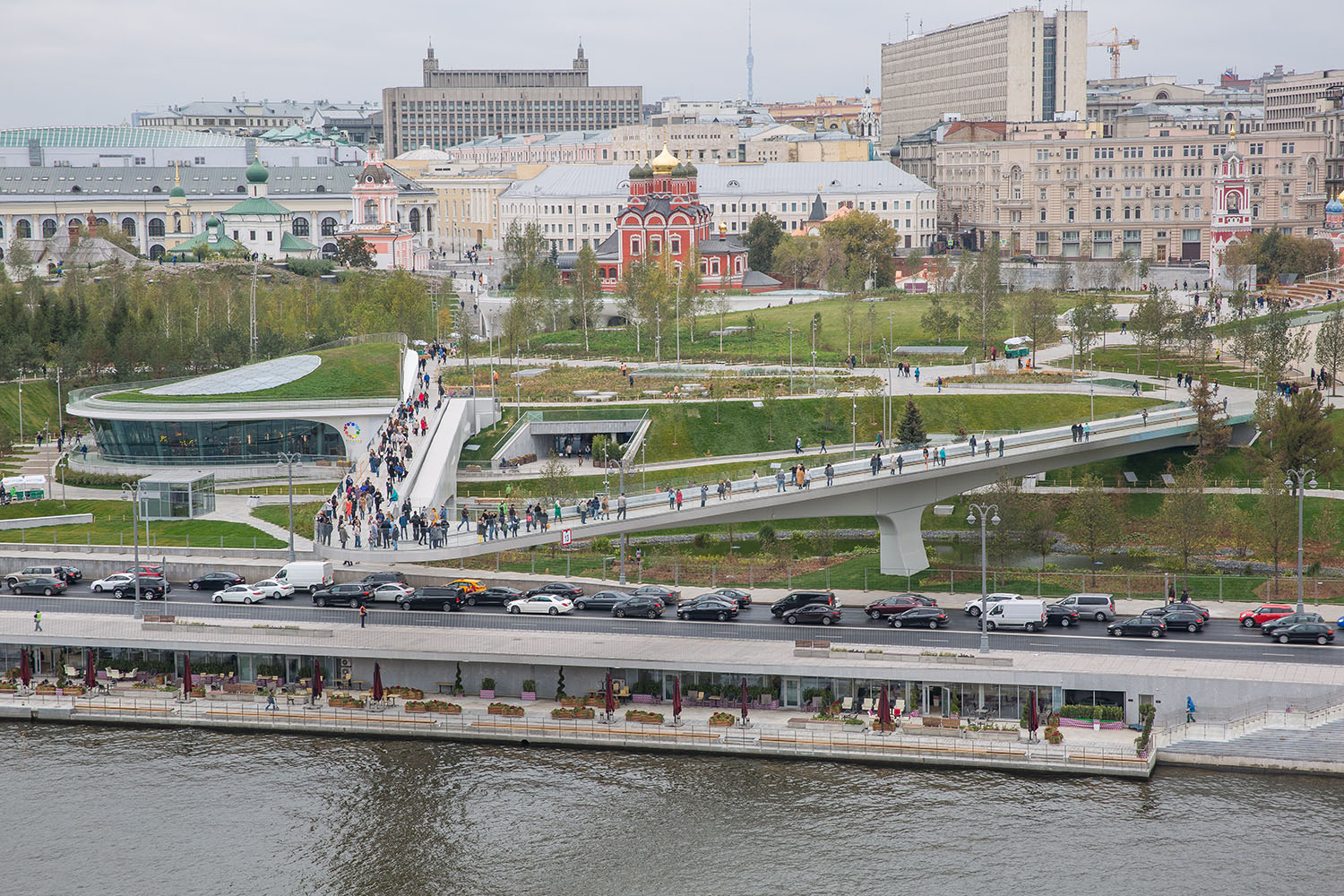
Пустці міст

У 2015 році з'явилася інформація, що для залучення фінансування будівництва парку «Заряддя» московські влади віддають інвесторам під комерційну забудову ділянку на розі Варварки і Китайгородського проїзду, де збереглися дореволюційні дохідні будинки. Щоб розчистити місце під будівництво нового готелю заплановано знесення володіння будинку № 14 на вулиці Варварке — прибуткового будинку З. М. Персиц (1909, архітектор Н. В. Жерихов). Будівля мала статус цінного містоформуючого об'єкта, в ньому збереглися багатий ліпний декор стін і стель, художнє оформлення сходових прольотів, а також особистий кабінет радянського державного діяча Анастаса Мікояна.
Загальна площа новобудов у східній частині кварталу буде порівняна з площею знесеного готелю «Росія». Головний архітектор Москви Сергій Кузнєцов заявив, що в номері у кожного постояльця готелю в парку «Заряддя» буде власне дерево: «це дуже цікавий атракціон для тих, хто буде жити в готелі і для тих, хто буде приходити в парк погуляти».
У 2016 році з'явилися чутки, що, можливо, буде знесено ділянку Китайгородського муру, реконструйованого уздовж проїзної частини у 1968—1973 роках — пізніше вони були спростовані. Дореволюційні прибуткові будинки були знищені до жовтня 2016 року — від будинку З. М. Персиц (№ 14) залишився лише фрагмент фасадного муру на вулиці Варварці.
На спільному засіданні Ради при Президенті РФ з культури і мистецтва, що пройшов у Санкт-Петербурзі 2 грудня 2016 року, Володимир Путін залишив без відповіді претензії координатора руху «Архнадзор» Костянтина Михайлова з приводу знесення історичних будівель на Варварці та комерційного будівництва в інтересах окремих осіб.

## Опис майбутнього парку

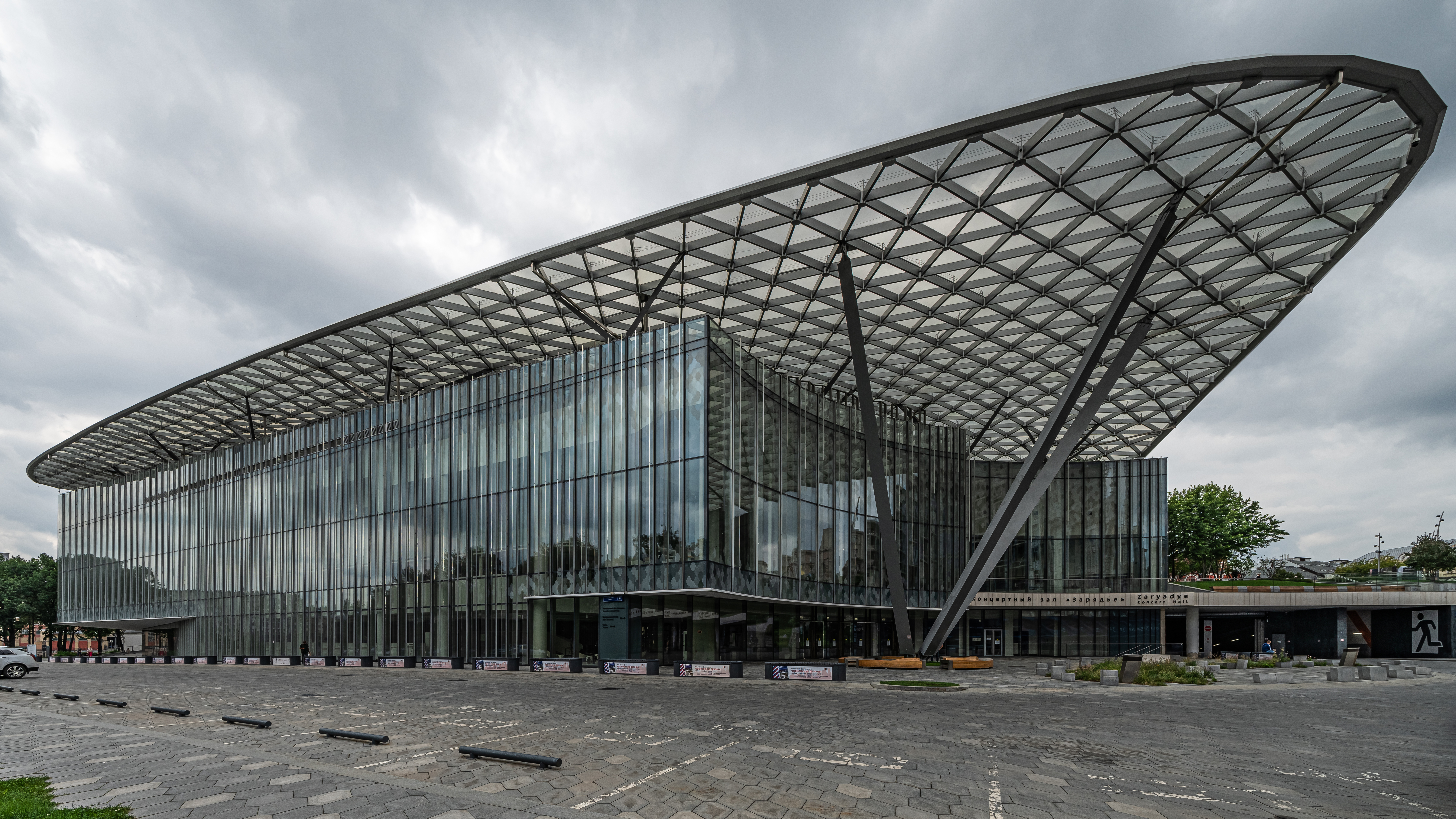
Концертний зал «Заряддя»

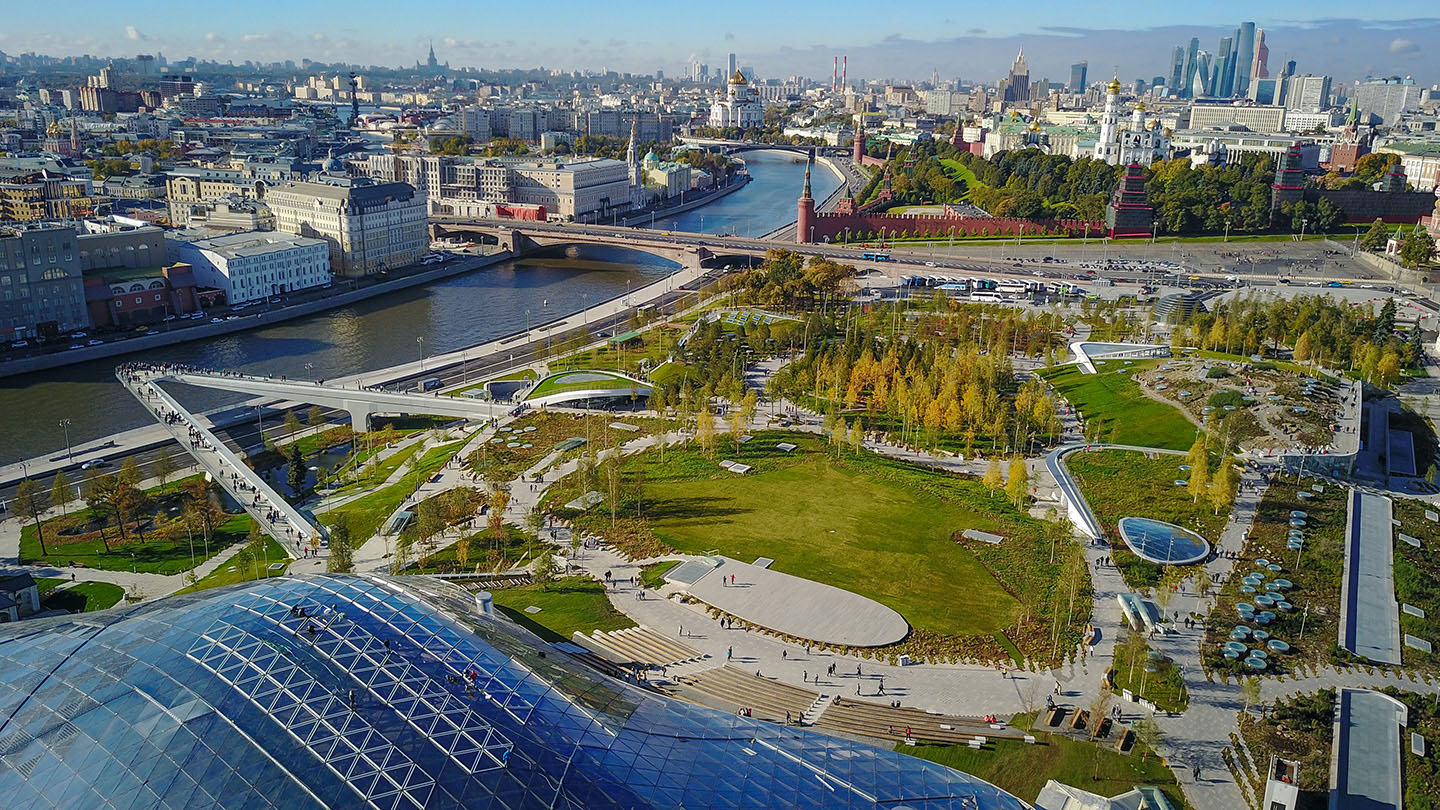
Вид в сторону Кремля

З опису на сайті проекту: «Проект парку „Заряддя“ заснований на принципах природного урбанізму, який створює зрозумілу систему взаємодії між природою і містом. Людям не нав'язуються певні маршрути, а рослини можуть рости вільно. На територію парку перенесені 4 характерні для Росії ландшафтні зони: північні ландшафти, степ, ліс та заплавні луки, які терасами спускаються з верхнього рівня ділянки до його нижньої частини, з північного сходу на південний захід. Вони перетинаються між собою, нашаровуються один на одного і укладають в себе основні об'єкти парку. Використання технологій сталого розвитку дозволяє створити штучний мікроклімат в різних частинах парку: з допомогою регулювання температури, управління вітром і імітації природного світла. Проект парку відображає найбільш яскраві особливості прилеглих територій, що дозволяє з'єднати характерні елементи історичної забудови та пішохідні зони Китай-міста з пишними садами Кремля, таким чином створюючи гібридний ландшафт — з'єднання міста і природи. У результаті парк, природно „виростає“ зі свого оточення, стане унікальним центром тяжіння для жителів Москви, Росії та гостей з усього світу».